# جان يوديس أهولو
جان يوديس أهولو (مواليد 20 مارس 1994) هو لاعب كرة قدم من ساحل العاج يلعب في مركز خط الوسط في نادي ستراسبورغ.

## روابط خارجية
- جان يوديس أهولو على موقع قاعدة بيانات كرة القدم.إي يو (الإنجليزية)
- جان يوديس أهولو على موقع ناشيونال فوتبول تيمز (الإنجليزية)
- جان يوديس أهولو على موقع Soccerway.com (الإنجليزية)
- جان يوديس أهولو على موقع عالم كرة القدم.نت (الإنجليزية)
- جان يوديس أهولو على موقع AS.com (الإسبانية)